# Robin Böhnisch
Robin Böhnisch (* 23. listopadu 1976 Vrchlabí) je český pedagog, ochránce přírody a politik. V letech 2003 až 2017 byl poslancem Poslanecké sněmovny PČR za Českou stranu sociálně demokratickou. Od ledna 2018 zastává funkci ředitele Správy Krkonošského národního parku (KRNAP).

## Životopis
Pochází z rodiny se sudetoněmeckými kořeny. Jeho předci byli před rokem 1938 aktivní v Německé sociálně demokratické straně dělnické na Trutnovsku.
Navštěvoval základní školu v Mladých Bukách (1983 až 1991), poté v letech 1991 až 1995 Střední lesnickou školu v Trutnově (obor lesnictví). V letech 1996–2001 studoval na Univerzitě v Hradci Králové (obor učitelství biologie a občanská výchova). V roce 2005 absolvoval rigorózní řízení na Univerzitě Karlově v Praze (obor didaktika biologie).

### Politická kariéra
V komunálních volbách v roce 1998 neúspěšně kandidoval do zastupitelstva obce Mladé Buky za Českou stranu sociálně demokratickou. Zvolen sem byl v komunálních volbách v roce 2002 a komunálních volbách v roce 2010. V komunálních volbách v roce 2014 se pokoušel obhájit post zastupitele městyse Mladé Buky, když kandidoval jako člen ČSSD za subjekt „Sdružení pro Mladé Buky“, ale neuspěl (stal se prvním náhradníkem).
Členem ČSSD byl od roku 1998. V roce 2001 se stal předsedou Okresního výkonného výboru ČSSD v Trutnově. Byl předsedou Místní organizace ČSSD Mladé Buky. Působil i coby místopředseda Krajského výkonného výboru ČSSD Královéhradeckého kraje a člen Předsednictva ČSSD.
Ve volbách v roce 2002 kandidoval do poslanecké sněmovny za ČSSD (volební obvod Královéhradecký kraj). Nebyl zvolen, ale do sněmovny usedl dodatečně jako náhradník v dubnu 2003 poté, co rezignoval poslanec Jiří Rusnok. Byl členem sněmovního mandátového a imunitního výboru a výboru ústavněprávního. Poslanecký mandát obhájil ve volbách v roce 2006. V letech 2006–2009 byl členem ústavněprávního výboru, pak v období let 2009–2010 zahraničního výboru. Kromě toho zasedal po celé toto funkční období ve výboru pro životní prostředí a byl jeho místopředsedou. Opětovně byl do sněmovny zvolen ve volbách v roce 2010. Byl místopředsedou výboru pro životní prostředí a místopředsedou zahraničního výboru. Ve volbách v roce 2013 byl díky přednostním hlasům znovu zvolen a následně se stal předsedou výboru pro životní prostředí. Zároveň byl členem zahraničního výboru.
V září 2012 patřil mezi několik poslanců, kteří se zdrželi hlasování při hlasování o vydání Davida Ratha k dalšímu trestnímu stíhání. Ve volbách do Poslanecké sněmovny PČR v roce 2017 obhajoval svůj poslanecký mandát za ČSSD v Královéhradeckém kraji, ale neuspěl.
Opakovaně byl stínovým ministrem životního prostředí a parlamentním mluvčím ČSSD pro životní prostředí. V dubnu 2017 prosadil v Poslanecké sněmovně usnesení, kterým dolní sněmovna prakticky uznala arménskou genocidu.
V dubnu 2021 z ČSSD vystoupil, a to po sjezdu strany, na němž obhájil funkci předsedy Jan Hamáček. Na sociálních sítích k tomuto kroku uvedl: „Patřil jsem do ČSSD Vladimíra Špidly a Bohuslava Sobotky. A ta už neexistuje. Ať žije sociální demokracie!“

### Vedení KRNAP
V listopadu 2017 se přihlásil do výběrového řízení na pozici ředitele Správy Krkonošského národního parku, které vyhrál a 19. 12. 2017 byl (s platností od 1. 1. 2018) ministrem životního prostředí Richardem Brabcem jmenován ředitelem Správy KRNAP.